# Zumikon
Zumikon är en ort och kommun i distriktet Meilen på östra sidan Zürichsjön i kantonen Zürich, Schweiz. Kommunen har 5 766 invånare (2023).